# Josia fustula
Josia fustula là một loài bướm đêm thuộc họ Notodontidae. Nó được tìm thấy ở Thái Bình Dương slope of the Andes in Ecuador và perhaps also Colombia và Peru.
Ấu trùng ăn Passiflora rubra.